# Činžovní dům firmy Berger & Munk
Činžovní dům firmy Berger & Munk je neorenesanční budova na nároží Velkého náměstí a Špitálské ulice v Hradci Králové. Dům byl vybudován v závěru 19. století v místě, kde dříve stála středověká rychta.

## Historie
Dům je situován na místě dědičné rychty a tento objekt s gotickými základy byl postupně renesančně a barokně přestavován. Od 2. poloviny 18. století se na místě nacházel zájezdní hostinec U Černého orla.
Na konci 19. století se stavební ruch v Hradci Králové soustředil zejména na oblast průběžně bouraného barokního opevnění, nové stavby v samém historickém jádru města byly poměrně vzácné a poutaly pozornost. V případě činžovního domu stavěného pro prodejce střižního zboží, firmu Berger & Munk, který byl budován společně se sousedním domem na Velkém náměstí, byla pozornost věnována nejen stavbě jako takové, ale také faktu, že oba nové třípatrové domy výrazně převyšovaly stávající výškovou hladinu domovní fronty. S poptávkou na projekt byl osloven architekt Čeněk Křička, žák Josefa Schulze a příznivce tehdy módního novorenesančního stylu. Křička sám pak stavbu v roce 1898 také jako stavitel realizoval.
Od roku 1987 je stavba zapsána na seznamu kulturních památek. V letech 1992–93 proběhla kompletní rekonstrukce objektu.

## Architektura
Dům je orientován do náměstí dvouosým průčelím. Dvěma oblouky podloubí navazuje na sousedící historickou zástavbu. Pole podloubí mají ploché křížové klenby podepřené příčnými pasy. Oblouky podloubí jsou zdobeny archivoltou s klenákem ve vrcholu. Horní část fasády přízemí je dekorována bosovaným kvádrováním. První a druhé patro propojují nárožní pilastry, okna jsou obdélníková, vsazená v profilovaných šambránách. V prvním i druhém patře jsou balkony na bohatých volutových konzolách s akantovými listy. Třetí patro je komponováno zcela jinak: namísto nárožních pilastrů jsou lizénové rámy, namísto obdélníků jsou okna zakončena půlkruhovým obloukem, podobně jako oblouky podloubí opět s archivoltou a klenákem ve vrcholu. Hlavní průčelí je ukončeno atikou s pěti prolomenými otvory. Průčelí do Špitálské ulice je výrazně širší a méně zdobné. Středí část je sedmiosá, lemovaná jednoosým rizalitem nalevo a dvojosým napravo. Podobně jako v průčelí jsou okna prvního a druhého patra obdélníková, okna ve třetím patře pak zakončená půlkruhovým obloukem. Rizality jsou završeny štíty. Na fasádě je rozmístěno mnoho různých štukových dekorativních prvků (medailonky, kartuše, festony...). Asi v polovině výšky nároží zaujme kartuš s reliéfem dvouocasého lva.